# Thiès (region)

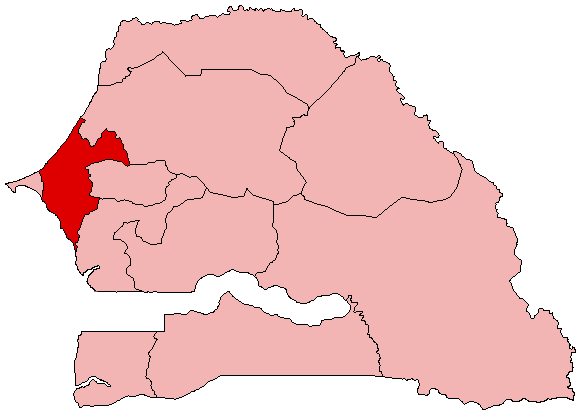
Thièsregionen i Senegal.

Thiès är en av Senegals fjorton regioner och är belägen strax öster om landets huvudstad Dakar. Den är befolkningsmässigt Senegals näst folkrikaste region med 1 442 338 invånare (31 december 2007) på en yta av 6 601 km². Administrativ huvudort är staden Thiès.

## Administrativ indelning
Regionen är indelad i tre departement (département) som vidare är indelade i kommuner (commune), arrondissement och landsbygdskommuner (communaute rurale).
M'bours departement
- Kommuner: Joal-Fadiouth, M'bour, Nguékhokh, Thiadiaye
- Arrondissement: Fissel, Séssène, Sindia

Thiès departement
- Kommuner: Kayar, Khombole, Pout, Thiès
- Arrondissement: Keur Moussa, Notto, Thiénaba

Tivaouanes departement
- Kommuner: Mboro, Mékhé, Tivaouane
- Arrondissement: Mérina Dakhar, Méouane, Niakhène, Pambal